# カール・ピーター・ヘンリク・ダム
カール・ピーター・ヘンリク・ダム（Carl Peter Henrik Dam、1895年2月21日 - 1976年4月17日）はデンマークの生化学者で生理学者。彼はビタミンKの発見と人体におけるその働きの解明によりエドワード・アダルバート・ドイジーとともに1943年度のノーベル生理学・医学賞を受賞した。

## 来歴
コペンハーゲン出身。1920年にコペンハーゲン工科大学を卒業。グラーツ大学のフリッツ・プレーグルの下で化学を学び、1925年卒業。1929年にコペンハーゲン大学準教授に就任した。渡米して1942年から1945年までロックフェラー医学研究所で研究に従事し、1946年からデンマーク工科大学の生化学科教授を務めた。
彼は、ニワトリにコレステロールを全く含まない食事を与える実験を行ってビタミンKの機能を解明した。ニワトリは数週間経つと出血が制御できないようになった。ダムは血液を凝固させるのに必要な成分を単離し、凝固ビタミンと呼んだ。このビタミンは、凝固を意味するドイツ語Koagulationsの頭文字を取ってビタミンKと呼ばれるようになった。